# Аксоплазматичний транспорт
Аксоплазматичний або аксонний транспорт — переміщення по аксону нервової клітини різного біологічного матеріалу.
Аксони є відростками нейронів, відповідають за передачу потенціалу дії від тіла нейрона до синапсу. Також аксон слугує шляхом, яким здійснюється транспорт необхідних біологічних матеріалів між тілом нейрона і синапсом, необхідний для функціонування нервової клітини. По аксону з області синтезу в тілі нейрона транспортуються мембранні органели (наприклад, мітохондрії), різні везикули, сигнальні молекули, фактори росту, білкові комплекси, компоненти цитоскелета і навіть мембранні білки, такі як Na+- і K+-канали. Кінцевими пунктами цього транспорту служать певні області аксона і синаптичної бляшки. У свою чергу, нейротропні сигнали транспортуються з області синапсу до тіла клітки. Це виконує роль зворотного зв'язку, що повідомляє про стан інервації мішені.
Довжина аксона периферійної нервової системи людини може перевищувати 1 м, а у крупних тварин може бути і більше. Товщина великого мотонейрона людини становить 15 мікрон, що при довжині 1 м дає об'єм ~0,2 мм3, майже в 10000 разів більше об'єму клітини печінки. Це робить нейрони залежними від ефективного і координованого фізичного транспорту речовин і органел по аксонах.
Величини довжин і діаметрів аксонів, а також кількості матеріалу, що транспортується ними, безумовно, вказують на можливість виникнення збоїв і помилок в системі транспорту. Багато нейродегенеративних захворювань безпосередньо пов'язані з порушеннями в роботі цієї системи.